# Grazer AK II
Der Grazer AK II ist die zweite Mannschaft des österreichischen Bundesligisten Grazer AK. Die Mannschaft spielt seit der Saison 2024/25 in der Oberliga Mitte, der fünfthöchsten Spielklasse im österreichischen Fußball.

## Geschichte
Die Grazer Amateure stiegen in der Saison 1997/98 in einer Spielgemeinschaft mit dem ESK Graz in den Spielbetrieb ein. Die erste Saison beendete man auf dem sechsten Rang in der viertklassigen Landesliga. In der Saison 1998/99 nahm die Spielgemeinschaft erstmals am ÖFB-Cup teil, in dem man aber in der ersten Runde gegen den Stadtrivalen SK Sturm Graz ausschied. In der Landesliga wurde man in jener Spielzeit Achter. In der Saison 1999/2000 nahm man wieder am Cup teil, scheiterte allerdings erneut in der ersten Runde, diesmal am Bundesligisten SV Ried. In der Landesliga wurden die GAK Amateure in jener Spielzeit Fünfter.
In der Saison 2000/01 erreichte man nach einem Vorrundensieg gegen den TSV Pöllau wieder die Hauptrunde des Cups. In der ersten Runde besiegte man den Zweitligisten SV Mattersburg und erreichte somit erstmals die zweite Runde. In dieser unterlag man allerdings dem Zweitligisten SV Braunau. In der Liga belegte man in jener Saison Platz 13. In der Saison 2001/02 wurde man Siebter. Zur Saison 2002/03 löste man sich vom ESK und trat fortan nur noch als GAK Amateure auf. In der ersten Saison ohne den ESK wurde man prompt Vierter. In der Saison 2003/04 belegte man den dritten Rang, auf den Meister SC Kalsdorf fehlten den Grazern acht Punkte. Im Cup scheiterte man in jener Spielzeit in der ersten Runde am Bundesligisten VfB Admira Wacker Mödling. In der Saison 2004/05 wurden die GAK Amateure erneut Dritter, im Cup schied man wieder in der ersten Runde aus, diesmal gegen den Regionalligisten TSV Hartberg. In der Saison 2005/06 verpassten die Grazer als Vizemeister mit drei Punkten Rückstand auf den USV Allerheiligen knapp den Aufstieg. In jener Spielzeit schied man im Cup in der ersten Runde gegen den Bundesligisten Mattersburg aus.
In der Saison 2006/07 nahm man letztmals am Cup teil, man musste sich jedoch abermals in der ersten Runde geschlagen geben, diesmal in der Verlängerung dem Zweitligisten LASK. In der Landesliga wurde man in jener Saison Neunter. In der Saison 2007/08 belegte das Team den zwölften Rang, auf die Abstiegsplätze hatte man vier Punkte Vorsprung. In der Saison 2008/09 wurden die GAK Amateure Elfter, erneut entging man mit fünf Punkten Vorsprung auf die Abstiegsränge dem Abstieg relativ knapp. In der Saison 2009/10 holte das Team nur zwei Siege in 30 Spielen und wurde abgeschlagen Letzter, auf das rettende Ufer fehlten 20 Punkte. Dadurch mussten die zweite Mannschaft des GAK erstmals in die fünftklassige Oberliga absteigen. In der Oberliga Mitte/West wurden die Grazer in der ersten Spielzeit Neunter, 2011/12 Achter. Im Oktober 2012 ging der GAK Konkurs und stellte den Spielbetrieb ein, wodurch auch die GAK Amateure von der Bildfläche verschwanden.
Nachdem der Spielbetrieb vom GAK wieder aufgenommen worden war, wurde ab der Saison 2015/16 auch wieder eine zweite Mannschaft gemeldet. Die Mannschaft stieg in der niedrigsten Spielklasse, der achtklassigen 1. Klasse Mitte A, ein, und wurde prompt Meister. Dadurch spielte man in der Saison 2016/17 siebtklassig in der Gebietsliga Mitte. In dieser belegte man den vierten Tabellenrang. In der Saison 2017/18 wurde man mit drei Punkten Rückstand auf den SV SW Grambach Vizemeister. In der Relegation verpasste man gegen den SVU Liebenau den Aufstieg. In der Saison 2018/19 wurde man schließlich überlegen Meister – auf den Tabellenzweiten Kumberg hatte man 17 Punkte Vorsprung – und stieg somit in die sechstklassige Unterliga Mitte auf. In der Debütsaison belegte man zur Winterpause den dritten Rang, ehe die Saison aufgrund der COVID-19-Pandemie abgebrochen wurde.
Am 12. Oktober 2020 wurde Rafael Dorn neuer Cheftrainer, nachdem der bisherige Cheftrainer Stefan Kammerhofer in das Trainerteam der Profimannschaft aufgerückt war. Coronabedingt wurde der Meisterschaftsbetrieb im Amateur- und Jugendbereich ab 3. November 2020 eingestellt und am 3. Mai 2021 für die Amateurmannschaften endgültig abgebrochen. Durch einen abermaligen Lockdown ab 20. November 2021 war der Trainingsbetrieb bis 12. Dezember abermals unterbrochen. Die Saison wurde an fünfter Stelle beendet. Die Saison 2022/23 beendet die Mannschaft als Vizemeister. Diese Platzierung berechtigt zur Relegation zum Aufstieg in die Oberliga Mitte-West, dort scheitert die Mannschaft aber am SK Werndorf.
Mit der Saison 2023/24 übernimmt Michael Liendl den Trainerposten bei den Amateuren. Abermals wird die Vizemeisterschaft und die Relegation um den Aufstieg in die Oberliga Mitte-West erreicht. Mit einem Gesamtscore von 8:4 gegen den SV Gössendorf gelingt der Aufstieg. Die erste Oberliga-Saison wird am 9. Platz beendet.
→ Übersicht: Meisterschaftsplatzierungen der weiteren Kampfmannschaften

## Trainerhistorie
- Werner Gregoritsch (1995 bzw. 1997 – 2000)
- Günther Koschak (2000)
- Savo Ekmecic/Walter Koleznik/Thomas Hösele (2001)
- Bernd Kovacic (2002 – 2003)
- Harald Gamauf (2003 – 2006)
- Heimo Kump (2007 – 2008)
- Gregor Pötscher (2008)
- Enrico Kulovits (2008)
- Thomas Hösele (2008 – 2009)
- Thomas Böcksteiner (2009)
- Otmar Glauninger (2010)
- Günther Koschak (2011 – 2012)
- Gregor Pötscher (2012)
- Franz Almer (2015 – 2017)
- Thomas Kaiser (2017 – 2018)
- Stefan Kammerhofer (2018 – 10/2020)
- Rafael Dorn (ab 10/2020)
- Haris Medjedovic (ab 9/2022)
- Michael Liendl (ab 7/2023)